# Turbofläktmotor

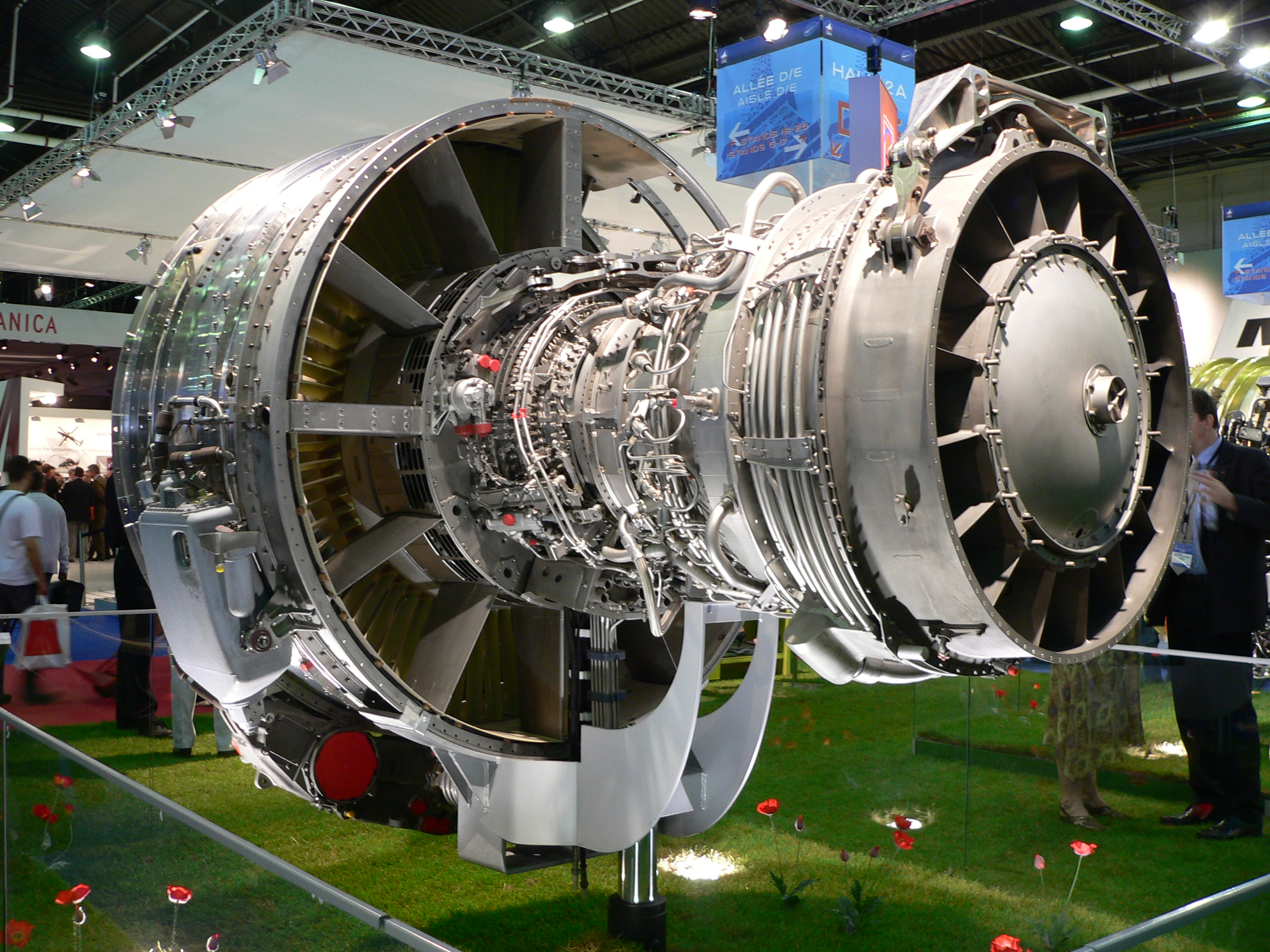
En dubbelströmsmotor.

Schematisk skiss av dubbelströmsmotorn.
1: Hölje
2: Fläkt
3: Lågtryckskompressor
4: Högtryckskompressor
5: Förbränningskammare
6: Högtrycksturbin
7: Lågtrycksturbin
8: Inre dysa
9: Yttre dysa

En turbofläktmotor, eller dubbelströmsmotor, är en typ av jetmotor som används för underljudsfart för de flesta nutida trafikflygplan.
Motorn består av en jetmotor med en turbin, som driver en fläkt som tar in luft från atmosfären. En del av luften går in genom en kompressor till jetmotorn, medan största delen passerar genom motorn utan förbränning. Ju större fläktluftsflöde (bypass), desto bättre bränsleekonomi. Ett stort fläktluftsflöde kräver dock en stor diameter på motorn, vilket gör den olämplig för flygplan för överljudshastighet.

## Växelförsedda turbofläktmotorer
Huvudartikel: Växelförsedda turbofläktmotorer
Turbofläktmotorer kan förses med en planetväxel, vilket gör att fläkten kan rotera med lägre hastighet än turbo- och kompressoraxeln. Detta gör att fläkten kan göras större utan att fläktbladens periferihastighet ökar till över ljudhastigheten, vilket skulle medföra ljudchocker och farliga vibrationer.